# Букова-Ґура (гміна Суленчино)
Букова-Ґура (пол. Bukowa Góra, нім. Eichenber) — село в Польщі, у гміні Суленчино Картузького повіту Поморського воєводства.
Населення — 114 осіб (2011).
У 1975-1998 роках село належало до Гданського воєводства.

## Демографія
Демографічна структура станом на 31 березня 2011 року:
|          | Загалом | Допрацездатний вік | Працездатний вік | Постпрацездатний вік |
| -------- | ------- | ------------------ | ---------------- | -------------------- |
| Чоловіки | 59      | 17                 | 39               | 3                    |
| Жінки    | 55      | 13                 | 35               | 7                    |
| Разом    | 114     | 30                 | 74               | 10                   |